# Вельяминов-Зернов, Мирон Андреевич
Мирон Андреевич Вельяминов-Зернов (ум. около 1645) — окольничий и воевода, старший из трёх сыновей воеводы Андрея Петровича Вельяминова-Зернова «Кривого».

## Смутное время
Мирон Вельяминов-Зернов впервые упоминается в 1598 году среди жильцов, подписавших соборное уложение об избрании на русский царский престол Бориса Фёдоровича Годунова. В 1609 году успешно руководил боевыми действиями против сторонников Лжедмитрия II в районе Шацка. В 1610 году принёс присягу на верность польскому королю Сигизмунду III Вазе, который передал ему во владение в Романовском уезде часть поместья, которое принадлежало татарскому мурзе Миакаю, служившему Лжедмитрию II.
В ноябре 1611 года М. А. Вельяминов-Зернов оказался «на Москве на земской службе в полку у боярина и воеводы у князя Дмитрия Тимофеевича Трубецкого» и потому находился в отрядах Первого народного ополчения во главе с П. П. Ляпуновым, князем Д. Т. Трубецким и атаманом И. М. Заруцким, стоявших под Москвой.
Весной 1612 года Мирон Вельяминов находился в Ярославле в рядах Второго земского ополчения, которым руководил князь Д. М. Пожарский и К. Минин.
Зимой 1612—1613 года Мирон Вельяминов был послан воеводой в Переяславль-Рязанский, и, имея с собой «немногих людей», принимал меры от очищению Рязанской земли от казацким отрядов атамана И. М. Заруцкого. Он писал грамоты в города Пронск и Михайлов, убеждая местных жителей, чтобы они «добили челом» и «вины свои принесли» новому царю Михаилу Фёдоровичу. Под Пронск он послал ратных людей, которые «посады у них пожгли», а когда жители «добили челом», он сам выступил на Пронск, чтобы занять город до прихода казаков, которые шли к Пронск «наспех». Узнав о приближении к Пронску воеводы Мирона Вельяминова, казаки Заруцкого отступили в Ряжск, а М. А. Вельяминов-Зернов, взяв с жителей клятву на верность царю Михаилу Фёдоровичу и «укрепля осаду», вернулся в Переяславль-Рязанский, затем оттуда его направили воеводой в Михайлов.
В апреле 1613 года, будучи воеводой в Епифани, Мирон Вельяминов-Зернов во главе полка ходил в поход на Крапивну против казацкого мятежного атамана Ивана Заруцкого, но тот успел уйти в Чернь и Новосиль. Когда из Москвы было отправлено войско против И. Заруцкого, Вельяминов-Зернов был назначен «в сход» с главным воеводой рати князе И. Н. Одоевским Меньшим и принял участие в четырёхдневной (29 июня — 3 июля) битве с И. Заруцким в окрестностях Воронежа, в которой «воров побили и языки многие, и наряд, и шатры, и коши все поимали». После разгрома Ивана Заруцкого на реке Воронеж Мирон Вельяминов был оставлен воеводой в Туле «до указу». Затем он находился в русских полках под Смоленском в товарищах у боярина князя И. А. Хованского. В январе 1616 года М. А. Вельяминов был послан в поход против полковника Соколовского, который прибыл с польско-литовским полком «отнимать дороги». В бою под Колодней русские ратные люди под командованием Мирона Вельяминова "польских и литовских людей побили на голову, и дороги очистили, и побивали литовских людей до города до Смоленска, а в языцех взяли полковника, и ротмистров, и порутчиков, и шляхтичев, двести человек…
"
С 24 апреля 1617 по 5 июля 1619 года — второй воевода в Великом Новгороде при боярине князе Иване Андреевиче Хованском «Большом». В 1620—1621 годах находился на воеводстве в Калуге.
С 29 мая 1625 года Мирон Андреевич Вельяминов — 2-й воевода в Тобольске при боярине князе Дмитрии Тимофеевиче Трубецком. После того как 24 июня князь Д. Трубецкой внезапно умер, Мирон Вельяминов один исполнял обязанности первого воеводы до приезда в январе 1626 года князя А. А. Хованского. Воеводы смогли вдвое увеличить добычу соли и снабдить хлебными запасами сибирские города и остроги. За соляную прибыль им было «отписано с похвалою, чтобы вперед радели, и промышляли, и прибыли государю искали так же». В январе 1627 года Вельяминов-Зернов за оговорку в «государевом слове» от своего холопа Бутакова был из Тобольска «за приставы взят к Москве».
В 1627—1628 годах М. А. Вельяминов-Зернов был «товарищем» (заместителем) боярина князя Бориса Михайловича Лыкова-Оболенского в Ямском приказе.

## Служба в Вязьме
Готовясь к будущей войне с Речью Посполитой, царское правительство решило заняться укреплением приграничной крепости Вязьма. В августе 1629 года туда был назначен князь А. Хованский «город делать и башни каменные». 11 июля 1631 года Мирон Вельяминов-Зернов был отправлен в Вязьму вместе с князем В. Г. Вяземским и дьяком Ф. Ларионовым для строительства города. Всего в Вязьме было построено девять каменных башен, но и «верхний острог», и «большой город» остались деревянными, но уже в 1646 году «город весь развалился до подошвы и сгнил». Здесь Мирон Вельяминов имел столкновение с вяземским воеводой, князем Романом Петровичем Пожарским.
После смерти в апреле 1632 года польского короля Сигизмунда III Вазы накалились отношения между Русским государством и Речью Посполитой. Стало ясно, что военные действиями между двумя непримиримыми противниками неизбежны. Московское правительство не могло допустить раздвоения власти в Вязьме, которая должна была стать основной базой для предполагавшегося наступления на Смоленск. В июле 1632 года Мирон Вельяминов был назначен первым воеводой в Вязьму. В помощь ему прислали второго воеводу Ф. И. Чемоданова и дьяка П. Копнина. 26 сентября 1632 года к Вязьме подошла русская рать под командованием боярина Михаила Борисовича Шеина, который 2 октября продолжил наступление на Смоленск.
Когда русская армия, осаждённая под Смоленском, потерпела поражение и вынуждены была капитулировать, вяземский воевода должен был позаботиться от защиты города от польско-литовских войск. Небольшие отряды поляков и литовцев, «воевавших» Вяземский уезд, «приходили к Вязьме на посад и к городу по вся дни». 6 декабря 1633 года поляки попытались захватить Вязьму и зажгли городской посад во многих местах, но русский гарнизон во главе с Мироном Вельяминовым разбил врага и очистил от них посад. После этого Вязьму осадила польско-литовская армия под командованием гетмана польного коронного Мартына Казановского и воеводы смоленского Александра Гонсевского при поддержке 4-тысячного отряда запорожских казаков. Поляки и казаки расположились в окрестностях Вязьмы, а их «сторожи на посаде стояли в кирпичных сараях». Попытки взять Вязьму «неожиданным для осаждённых приступом поляки совершили 7, 11 и 29 января, 7 февраля и 31 марта 1634 года. Особенно ожесточёнными были штурмы 7 января, когда бились с утра до шестого часу дни», и 31 марта, когда поляки пришли к Вязьме «в ночь за два часа до света» и бились «до четвёртого часу дня». Мирон Вельяминов-Зернов не только каждый раз "польских и литовских людей побивал и языки имал, но и, пользуясь удобными случаями, неоднократно посылал ратных и «всяких охочих» людей в уезд (иногда на 40 верст от города) для захвата пленных.

## Дальнейшая жизнь
После заключения в мае 1634 года Поляновского мира между Русским государством и Речью Посполитой Мирон Андреевич Вельяминов-Зернов был отозван из Вязьмы в Москву. 28 октября 1634 года он получил в награду «за вяземскую службу» от царя Михаила Фёдоровича шубу, кубок и придачу к поместному окладу в размере 85 руб. После возвращения из Вязьмы у М. А. Вельяминова возник местнический спор с бывшим вяземским воеводой, князем Р. П. Пожарским.
В 1636—1637 годах Мирон Вельяминов-Зернов служил воеводой в Казани. В 1638 году он был отправлен воеводой в Воронеж вместо отозванного в Москву князя С. И. Козловского и был отозван из Воронежа только в 1641 году. В том же году получил чин окольничего.
Скончался около 1645 года, оставив поле себя двух детей Алексея Мироновича и Михаила Мироновича Вельяминовых.